# ロト6で3億2千万円当てた男の悲劇
『ロト6で3億2千万円当てた男の悲劇』（ロトシックスでさんおくにせんまんえんあてたおとこのひげき）は、久慈六郎によるノンフィクション作品。
2008年にテレビ朝日系でテレビドラマ化された。

## 概要
何の取り柄もないごく普通のサラリーマンがロト6で大金を当てたことから陥った様々な悲喜劇を、赤裸々にブログ『ロト6成金のセレブな私生活』で発表、2006年7月に書籍化された。

## テレビドラマ
『ロト6で3億2千万円当てた男』との番組タイトルで、2008年7月4日から9月5日まで、ABC・テレビ朝日の共同制作により、テレビ朝日系列毎週金曜日21:00 - 21:54に連続テレビドラマとして放送された。主演は反町隆史。

### キャスト

#### 主要人物
立花 悟〈34〉
演 - 反町隆史
中堅の広告代理店に勤務するしがないダメサラリーマン。元妻と離婚後はパチンコや競馬などギャンブルに明け暮れる日々が続いた。しかしある日、ロト6で一等の3億2千万を当ててからは生活が激変する。鉄道ファン、特に鉄道模型のファンでもある。自分が本当に好きな仕事をしようと鉄道模型の会社を起業するものの、最終的には社長を降ろされ失敗に終わる。
吉村 美佳〈36〜37〉
演 - 中島知子
悟の元妻。悟がロト6で当てた3億2千万に目をつける。非常に腹黒く、この作品では敵役とされていた。当初の設定では、最終回で交通事故で死亡する予定であった。
安岡 真弓
演 - 眞鍋かをり
健太が通う保育園の保育士。立花悟にひそかに思いを抱いている。

#### 立花悟の会社関係者
佐竹 秀一
演 - 石垣佑磨
悟の会社の後輩。悟が宝くじを当てたことに目をつける。
中根 信介
演 - 出川哲朗
悟の上司。
須藤 亮介
演 - 鈴木浩介
悟の部下。
坂上 由紀江
演 - 佐藤めぐみ
経理清算で立花らに口うるさい経理部OL。
篠崎専務
演 - 泉谷しげる
悟の上司。
木下 綾乃
演 - 小沢真珠
悟の取引先・グローバル電機のOL。
小林 さやか
演 - 山崎真実
綾乃の同僚。

#### その他
村上 節子
演 - さくら
真弓の同僚。健太が通う保育園の保育士。真弓と悟との恋の発展を予想する。
吉村 健太〈5〉
演 - 澁谷武尊
悟の息子。離婚後は美佳に引き取られる。
吉村 博之
演 - 西村雅彦
美佳の兄。悟の大学時代の先輩であり、鉄道模型の愛好家でもある。
博之の妻
演 - 松永玲子
掛井 久志
演 - 豊原功補
カウンセラー。冷酷な性格であり、最終話で悟に金を貸すも悪徳債権取り立て屋のボスの田中に頼み悟を強制労働の船に乗せ、日本から国外追放を企んだが悟の仲間達の懸命なる金策で未遂に終わるも、実は、悟の事を思っての行動だった。
喫茶店のマスター
演 - 世界のナベアツ
立花悟が良く行く喫茶店のマスターで知り合いで少しロト6が当たった事を知り、お馴染みの「3の倍数と3が付く数字のときだけアホになります」で驚いていた。
ナレーション
声 - 小林清志

#### 各話リスト・ゲスト
第1話 「衝撃の実話…100万人が見た貧乏男の逆転人生!!」
- 宝くじ売場の店員 - 伊東美咲
- 銀行支店長 - 中丸新将
- パチンコ店の客 - 大島蓉子

第2話 「セレブ女とNo.1ホステスの罠」
- なぞの黒服の男 - 岡本信人（〜最終話）
- なぞの黒服の男 - 久ヶ沢徹（〜最終話）
- 遊園地の係員 - 八十田勇一
- ユキ（キャバクラ嬢） - 堀越のり
- グローバル電機のOL - 尾形沙耶香
- グローバル電機のOL - 森田このみ

第4話 「金か愛か…3億賭けた結婚!?」
- 不動産屋 - 阿南健治

第5話 「復讐編…一文無しvsセレブ女」
- 浮浪者 - 佐藤蛾次郎
- 浮浪者 - 岸博之

第7話 「母vs元妻3億円争奪の修羅場」
- 立花道代（立花悟の母） - 加賀まりこ
- 立花道代（悟の少年時代の母） - 片岡明日香

第8話 「母の涙…別れの25年預金通帳!! 完結編」
- 吉田（オーナー） - 佐戸井けん太
- 弁護士 - 大和田伸也
- 医者 - 河野洋一郎

第9話 「最終章! 負け組ついに大逆転」
- はるな愛（本人役）

テレビ番組で古い形式の鉄道模型が好きだと発言することで悟の鉄道模型会社に注文が殺到することに。
- 出版社・編集者 - デビット伊東
- 悟を連行する刑事 - 大河内浩

最終話 「衝撃の実話!! 大逆転の結末」
- 圭子（キャバクラ嬢） - 加藤ローサ
- 田中（悪徳債権取り立て屋のボス） - 山下真司
- 悟を釈放する刑事 - 鼠先輩
- 悟が働く工事現場の同僚 - 田中要次
- 田中の手下 - おかやまはじめ

### スタッフ
- 脚本 - 尾崎将也
- 音楽 - 仲西匡
- 演出 - 小松隆志、今井和久、田村直己
- 主題歌 - EXILE「MY FANTASY」(rhythm zone) [4]
- チーフプロデューサー - 五十嵐文郎（テレビ朝日）
- プロデューサー - 横地郁英（テレビ朝日）、安井一成（ABC）、浅井千端（MMJ）
- 制作 - ABC・テレビ朝日・MMJ

### 放送日程
| 各話                                                      | 放送日        | サブタイトル                               | 演出     | 視聴率 |
| --------------------------------------------------------- | ------------- | ------------------------------------------ | -------- | ------ |
| 第1話                                                     | 2008年7月04日 | 衝撃の実話…100万人が見た貧乏男の逆転人生!! | 小松隆志 | 12.4%  |
| 第2話                                                     | 2008年7月11日 | セレブ女とNo.1ホステスの罠                 | 小松隆志 | 06.8%  |
| 第3話                                                     | 2008年7月18日 | 資産100倍にする奇跡の女!!                  | 今井和久 | 06.0%  |
| 第4話                                                     | 2008年7月25日 | 金か愛か…3億賭けた結婚!?                   | 田村直己 | 04.7%  |
| 第5話                                                     | 2008年8月01日 | 復讐編…一文無しvsセレブ女                  | 小松隆志 | 08.0%  |
| 第6話                                                     | 2008年8月08日 | 逆転人生花火の夜、復讐開始                 | 今井和久 | 04.6%  |
| 第7話                                                     | 2008年8月15日 | 母vs元妻3億円争奪の修羅場                  | 小松隆志 | 05.1%  |
| 第8話                                                     | 2008年8月22日 | 母の涙…別れの25年預金通帳!! 完結編         | 田村直己 | 05.2%  |
| 第9話                                                     | 2008年8月29日 | 最終章! 負け組ついに大逆転                 | 今井和久 | 05.6%  |
| 最終話                                                    | 2008年9月05日 | 衝撃の実話!! 大逆転の結末                  | 今井和久 | 06.4%  |
| 平均視聴率 6.6%（視聴率は関東地区・ビデオリサーチ社調べ） |               |                                            |          |        |

- 初回は15分拡大。当初は11話終了予定だったが、第2話以降1桁台の低視聴率となったため10話で打ち切りとなり、また反町主演のドラマとしては最低平均視聴率を記録した。
- 制作局の朝日放送は、人気俳優主演でのドラマで高い視聴率を期待していたが、上記のような低視聴率に落ち込んだことにより、一時はドラマ放送枠の廃止も視野に入れていたが、次作『ギラギラ』や次々作『必殺仕事人2009』で一旦視聴率が上昇したことでドラマ枠が継続された[注釈 4]。

### 遅れネット局 ・再放送
- BSS山陰放送（TBS系列） - 2008年11月19日からの『BSSアフタヌーンスペシャル』枠で放映する予定であったが、石垣佑磨の不祥事により放送中止、代替作品として『レガッタ〜君といた永遠〜』が放映された。その後石垣の事件は法的に解決しているが、地方局を除き、本作の再放送は行われていない。
- 琉球朝日放送（QAB）では2013年11月11日から再放送が行われた。
- 青森朝日放送（ABA）では、2017年12月18日〜2017年12月29日（月〜金 9:55 - 10:50）で再放送が行われた。

| 朝日放送・テレビ朝日共同制作・テレビ朝日系列 金曜9時枠の連続ドラマ | 朝日放送・テレビ朝日共同制作・テレビ朝日系列 金曜9時枠の連続ドラマ | 朝日放送・テレビ朝日共同制作・テレビ朝日系列 金曜9時枠の連続ドラマ |
| 前番組                                                             | 番組名                                                             | 次番組                                                             |
| ------------------------------------------------------------------ | ------------------------------------------------------------------ | ------------------------------------------------------------------ |
| パズル （2008.4.18 - 2008.6.20）                                   | ロト6で3億2千万円当てた男 （2008.7.4 - 2008.9.5）                  | ギラギラ （2008.10.17 - 2008.12.5）                                |